# Georg Wilhelm Vestner
Georg Wilhelm Vestner, auch Westner (* 1. September 1677 in Schweinfurt; † 24. November, ▭ 1. Dezember 1740 in Nürnberg) war ein deutscher Medailleur und Stempelschneider. Vestner gehörte zu den bedeutendsten Kunsthandwerkern seines Faches in Süddeutschland während der Zeit des Barock. Seine Werke werden heute weltweit in zahlreichen Museen ausgestellt.

## Leben
Vestner wurde als Sohn eines Lebkuchenbäckers geboren. Er erlernte zunächst den Beruf seines Vaters und entwickelte beim Schneiden der Formen für die Lebkuchen große Begabung. Um sein Talent weiter zu fördern, erlernte er nun zusätzlich bei Johann Daniel Preissler die Malerei und bei Metzner, einem Bildhauer, das Modellieren. Der Medailleur Uhl aus Schweinfurt, ein Verwandter seiner Mutter und sein Vetter, unterrichtete ihn in der Kunst des Stempel- und Medaillenschneidens sowie des Gravierens. Später ging er auf Reisen, unter anderem nach Berlin und Weimar, wo er seine Fähigkeiten vervollkommnen konnte.
Vestner ließ sich ab 1704 dauerhaft in Nürnberg nieder und trat in die Dienste der Freien Reichsstadt, betrieb aber auch dort eine Lebkuchenbäckerei. Für die Stadt Nürnberg schnitt er zahlreiche Münzstempel und wurde 1720 zum bischöflich Würzburger Hofmedailleur ernannt. Der Nürnberger Münzwardein gestattete es ihm allerdings nicht, seine Arbeiten zu Hause auszuführen. Erst 1728 erhielt er ein kaiserliches Privileg, Medaillen in seiner eigenen Werkstatt prägen zu dürfen. Er gab nun auch seine Lebkuchenbäckerei auf und widmete sich ganz der Kunst des Medaillierens. 1732 wurde Vestner Kurbayerischer Hof- und Kammermedailleur.
Georg Wilhelm Vestner starb am 24. November 1740, im Alter von 63 Jahren, in Nürnberg. Sein Sohn Andreas Vestner (1707–1754) wurde wie sein Vater Medailleur. Er war ab 1726 Teilhaber der väterlichen Werkstatt.

## Werke (Auswahl)
- 1712: Medaille der Freien Reichsstadt Nürnberg zu Ehren von Kaiser Karl VI. und dessen am 16. Januar 1712 abgehaltenen Feuerwerk
- 1713: Medaille auf die Kalabiliken i Bendar, das Handgemenge König Karl XII. mit den Türken im Jahre 1713
- 1714: Medaille aus Anlass des Todes von Herzog Anton Ulrich von Braunschweig-Wolfenbüttel
- 1714: Gedenkmedaille auf den englische Thronfolge durch Georg I. von Großbritannien aus dem Haus Hannover[2]
- 1715: Medaille anlässlich der Ernennung von Bischof Damian Hugo Philipp von Schönborn-Buchheim zum Kardinal
- 1716: Medaille auf den Sieg von Prinz Eugen von Savoyen bei der Schlacht von Peterwardein am 5. August 1716
- 1716: Medaille für Kaiserin Elisabeth Christine anlässlich der Geburt des Thronfolgers und Erzherzogs Leopold Johann von Österreich
- 1717: Medaille der Freien Reichsstadt Nürnberg anlässlich der 2. Säkularfeier der Reformation
- 1717: Medaille der Freien Reichsstadt Schweinfurt auf die 200-Jahr-Feier der Reformation
- 1717: Medaille für Kaiser Karl VI. und die Einnahme Belgrads am 22. August 1717
- 1719: Medaille für Clemens August von Bayern aus Anlass seiner Wahl zum Bischof von Münster und Paderborn und den Tod seines Bruders Philipp Moritz von Bayern
- 1720/1721: Medaille anlässlich der Stadtgründung Karlsruhes
- 1724: Medaille anlässlich der Papstwahl von Benedikt XIII.
- 1729: Medaille in Gold, Silber, Bronze und Zinn auf die Hochzeit des Markgrafen Karl Wilhelm Friedrich von Brandenburg-Ansbach mit Friederike Luise von Preußen